# Патрульные катера проекта 12150
Скоростные патрульные катера проекта 12150 «Мангуст» — серия российских высокоскоростных патрульных глиссирующих катеров прибрежной зоны. Предназначены для использования спецслужбами, таможенной службой, рыбоохраной и т. п. при волнении моря до 4 баллов.
Относятся к кораблям 4-го ранга.

## История
Катера проекта 12150 «Мангуст» спроектированы в «ЦМКБ „Алмаз“» и производятся в России на судостроительном заводе «Вымпел» в городе Рыбинске.
Серийно выпускаются с 2000 года.
Применяются в основном Пограничной службой ФСБ России (8 катеров: четыре из них используются в Чёрном море, два в Каспийском море, один в Азовском море и один в Балтийском море) и МЧС России (7 катеров в поисково-спасательной модификации (проект 12150М).
Имеются заказы ещё на несколько катеров этого проекта.
В 2009 году ОАО «Вымпел» сдало 5 катеров для ФСБ РФ (ЧФ и БФ).
На 2010 год — заказ 5 катеров.
На 2011 и 2012 годы — 8 и 12 соответственно.
В августе 2012 года два патрульных катера «Мангуст» были доставлены во Владивосток. Одной из первых задач для них станет обеспечение безопасности во время проведения саммита АТЭС во Владивостоке.
5-го сентября 2013-го спущен на воду обновлённый катер проекта 12150 «Мангуст». Как сообщает пресс-служба судостроительного завода «Вымпел», это второй катер серии, построенный для ВМФ РФ в 2013 году. Обновление проекта проводилось специалистами предприятия совместно с ЦМКБ «Алмаз». Была изменена внутренняя компоновка корабля, увеличена надстройка, установлена удалённо управляемая пулемётная установка. Результатом обновления стало улучшение боевых, тактических, мореходных и технических характеристик катера, а также условий проживания экипажа.

## Устройство
Корпус катера выполнен с внешними обводами в форме «глубокое V» из алюминиево-магниевого сплава.
Энергетическая установка первоначально состояла из двух дизель-редукторных агрегатов (ДРА) с V-образными 12-цилиндровыми дизельными двигателями М470М «Звезда», а затем устанавливались ДРА с четырёхтактными V-образными десятицилиндровыми турбодизелями 10V 2000 M93 фирмы «MTU» мощностью 1140 кВт (1550 л.с.) при 2450 об/мин. Габаритные размеры с трансмиссией — 2255х1130х1230 мм. Сухая масса с трансмиссией — 2660 кг. Вспомогательная энергоустановка: дизель-генератор мощностью 25 кВт.
В 2015 году была произведена замена главных двигателей «MTU» (Германия) на V-образные 12-цилиндровые дизельные двигатели М470К, оснащённые воздушным компрессором, производства «Звезда». Двигатели М470М данного производителя уже устанавливались на катера в период с 2001 по 2006 годы.
Для обеспечения бортовой электросети и потребителей, катер оснащён дизель-генератором мощностью 16 кВт для выработки переменного 3 фазного тока напряжением 220 В частотой 50 Гц и аккумуляторами 12/24 В.
Катер оснащён навигационно-связным комплексом, в состав которого входят: РЛС, электронный прокладчик, гироскопический и магнитный (КМ-69М2) компасы, спутниковая навигационная система, лаг, эхолот, УКВ радиоустановка, ПВ/КВ радиостанция, приёмник NAVTEX, радиолокационный ответчик, аварийный буй системы КОСПАС-САРСАТ, 3 носимые УКВ радиостанции.
Основным вооружением катера является 14,5-мм пулемёт КПВТ в составе морской тумбовой пулемётной установки (МТПУ), размещаемой в кормовой части. Установка предназначена для борьбы с надводными, береговыми и воздушными легкобронированными целями. Обеспечивает поражение надводных и береговых целей на дальностях до 2000 м при высоте до 1500 м. В ходе обновления МТПУ заменена на удалённо управляемую пулемётную установку размещённую в носовой части катера.

## Разновидности
- 12150М — многоцелевой, поисково-спасательный.
- 12150А — патрульный/противодиверсионный для ВМФ[6]
- 12150В — малый ракетный катер.
- 12151 — без вооружения.
- 12152

## Представители
Цвета таблицы:

 Белый  — не достроен или утилизирован не спущенным на воду

 Зелёный  — действующий в составе ВМФ
| Название  | Зав. № | Заложен | Спущен     | В строю   | Место службы  | Состояние | Примечания                                                          |
| --------- | ------ | ------- | ---------- | --------- | ------------- | --------- | ------------------------------------------------------------------- |
| ПСКА-600  | 02600  |         | 5.6.2001   | 20.8.2001 |               | В строю   | Головной катер проекта.                                             |
| …         |        |         |            |           |               |           |                                                                     |
|           | 02648  |         | 11.5.2017  |           |               | В строю   |                                                                     |
| ПКАСС-201 | 02649  |         | 12.5.2017  |           |               | В строю   |                                                                     |
| ПКАСС-650 | 02650  |         | 17.5.2017  |           |               | В строю   |                                                                     |
| ПКАСС-651 | 02651  |         | 23.5.2017  |           |               | В строю   |                                                                     |
|           | 02652  |         |            |           |               |           |                                                                     |
| ПКАСС-706 | 02653  |         | 27.11.2017 |           |               |           |                                                                     |
|           | 02654? |         | 18.5.2018  |           | "Чёрное море" |           | 75-й по счёту построенный катер проекта и 50-й – для ПС ФСБ России. |